# Vladimir Heredia
Vladimir José Heredia Serrano (Caucagua, 26 novembre 1972) è un ex cestista venezuelano.

## Carriera
Con il Venezuela ha disputato i Campionati mondiali del 2002.